# Lintah Darat
Lintah Darat ([lɪnˈtah daˈrat]; letteralmente, in italiano, Strozzino) è un film del 1941 realizzato nelle Indie orientali olandesi. Diretto da Wu Tsun per la Star Film e interpretato da M. Arief, S Waldy, Elly Joenara, Soetijem e Aboebakar Djoenaedi. Come tutte le produzioni della compagnia cinematografica, è considerato perduto.

## Trama
Le sorelle Asnah e Kumala hanno caratteri opposti: se l'una è scortese e ruvida, l'altra è educata e raffinata. Delusa dal fatto che il ragazzo dei suoi sogni, Safi'i, sia più interessato a sua sorella, Asnah decide di trasferirsi a Batavia (ora Giacarta) per diventare una cantante. Sebbene riesca ad arricchirsi, rifiuta di condividere i suoi soldi con la sua famiglia.
La madre intanto si ammala e poiché Asnah si rifiuta di fornire un po' del suo aiuto economico, Kumala deve prendere in prestito da uno strozzino di nome Karim dei soldi, ignorando che costui, di nascosto, aveva sposato la sorella. Il trattamento comprato con questo prestito non ha successo e la loro madre muore. Tutti i beni della famiglia vengono utilizzati per rimborsare il debito.
Kumala si lamenta con Safi'i, che ha lavorato per rimuovere noti strozzini dalla zona, e risponde orchestrando un attacco contro Karim, che nel frattempo aveva divorziato da Asnah, cacciandolo dal villaggio. Kumala e Safi'i possono così vivere felici e contenti.

## Produzione
Lintah Darat venne diretto da Wu Tsun per la Star Film di Jo Eng Sek, mentre la fotografia venne curata da Chok Chin Hsien. La sceneggiatura è di Saeroen, un giornalista nativo indonesiano che era diventato sceneggiatore. Girato in bianco e nero a Batavia (ora Giacarta), fu interpretato da Elly Joenara (comparsa in tutte le pellicole dell'azienda, a partire da Tjioeng Wanara), Satijem, M. Arief, Aboebakar Djoenaedi e S Waldy.

## Distribuzione e conservazione

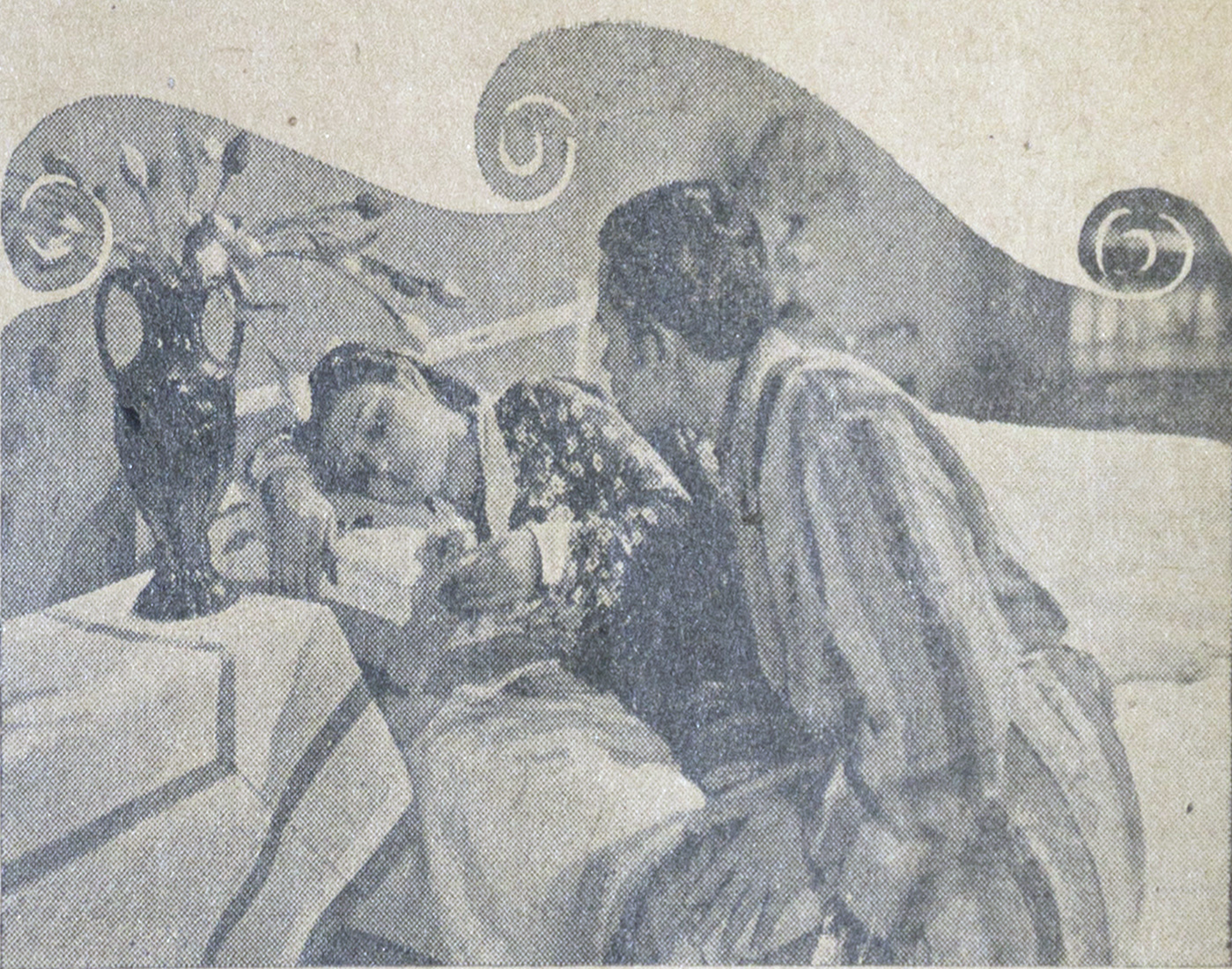
Una sequenza in cui si riconoscono Elly Yunara e M Arief

Un test screening di Lintah Darat, destinato ad un pubblico superiore ai diciassette anni, venne organizzato a Batavia il 28 agosto 1941; registrò reazioni positive sia dal pubblico che dalla critica, in particolare quella del De Indische Courant. Una recensione apparsa sul quotidiano di Surabaya Soerabaijasch Handelsblad trovò il film interessante e facile da seguire, in particolare lodando la condanna della pratica dell'usura. Alla fine di settembre veniva proiettato a Medan.
Si ritiene che esso sia ora perduto, dato che tutti i film dell'epoca erano stati girati su pellicole di nitrato di cellulosa infiammabili e che il magazzino della Produksi Film Negara, dove erano conservati, venne distrutto da un incendio nel 1952, appiccato forse deliberatamente per eliminare le bobine in nitrato. Di fatto l'antropologo visuale statunitense Karl G. Heider suggerì che ogni opera cinematografica indonesiana realizzata prima degli anni Cinquanta sia ormai da considerare irrecuperabile. Tuttavia, lo storico del cinema JB Kristanto, nel suo Katalog Film Indonesia 1926-1995, riporta che diversi lungometraggi sopravvissero negli archivi della Sinematek Indonesia e il collega Misbach Yusa Biran aggiunge, scrivendo nel suo saggio Sejarah Film 1900–1950: Bikin Film di Jawa del 2009, che a salvarsi furono numerosi film di propaganda giapponesi, sfuggiti al Servizio informazioni del governo olandese.